# 닷지 램밴
닷지 램 밴(Dodge Ram Van ,Dodge B 시리즈 라고도 함)은 Chrysler Corporation 이 1971년~2003년까지 생산한 풀사이즈 밴 제품군이다. 닷지A100을 대체하여 Ram Van은 전면 1.5박스 설계 구성으로 전환했다. 주로 화물 밴과 승용 밴으로 제공되는 모델 라인은 초기에는 컷어웨이 섀시 캡 형태로도 제공되었다. 이후 한때는 이 차 기반의 크라이슬러 자체 캠핑카도 1970년대까지 나왔었다.
닷지 램 밴 라인은 32년 동안 생산되어 GM B 바디 및 GM D 플랫폼 등처럼 미국 자동차 역사상 가장 오래 지속된 플랫폼 중 하나이다. 외부 및 섀시 기초 대다수는 생산 과정에서 점진적인 변화를 보였고, 3세대 정도가 개발되었다. 이는 각기 당시 미국 도로교통 규제 때문이었다. 닷지가 사용하는 것과 함께 풀사이즈 밴 제품군은 1970년대에 파고 트럭(이것은 훗날 램 픽업으로 발전한다.)과 플리머스 보이저 명판의 데뷔를 기념하여) 모두에 대한 브랜드 변경을 보았다.
전체 생산의 대부분 동안 크라이슬러는 캐나다 윈저에 있는 현재 철거된 필렛 로드 트럭 공장에서 B 플랫폼 밴을 생산했다. 1980년 이전에는 모델 라인이 미주리 주 펜턴에서도 생산되었다. 2003년에는 닷지 스프린터가 출시되어 2004년부터 2009년까지 B 시리즈 밴을 완전히 대체했다. 2014년부터 램 트럭스는 브랜드가 변경된 두카토 기반인 램 프로마스터 풀사이즈 밴 시장에 제공하고 있다.
대한민국에도 2, 3세대(특히 3세대)가 1990년대 말 및 2000년대 초반에 수입되었고 현재는 밴 차량 한정으로 포드 이코노라인보다 근소하게 객체 수가 더 높다.

## 같이 보기
```
* 
쉐보레 익스프레스

* 
쉐보레 스타크래프트
```

1. ↑  1974 Plymouth Voyager promotional postcard (McLellan's Automotive)
2. ↑  “Mammoth Chrysler warehouse rises from plant's ashes”. 《Daily Commercial News》. 2013년 3월 9일에 원본 문서에서 보존된 문서. 2012년 10월 10일에 확인함.